# Seznam konjeniških enot
Seznam konjeniških enot.

## Seznam

### ZDA
- 1. konjeniška divizija
- 7. konjeniški polk